# 협궤 디젤 액압 동차
협궤 디젤 액압 동차(狹軌디젤液壓動車)란 대한민국 철도청에서 762mm 궤간의 협궤 철도 노선에서 운행한 디젤 동차이다. 도입 초기에는 160호대 번호를 사용하다가, 1990년대에 9160호대로 차량 번호를 변경했다.

## 역사
노후화된 나게하형 가솔린 동차를 대체하고자 도입되었다. 1965년에 인천공작창에서 액압식 디젤 동차로서 6량이 신조되었다. 총괄제어 가능하며 동차 부수차인 협궤 객차 18000호대를 견인 또는 사이에 삽입해서 수인선 및 수려선에서 운행했다. 1972년에 수려선이 폐지되어 운행 빈도가 줄었으나, 1978년에 혀기형 증기 기관차가 폐지되어 운행 빈도가 다시 늘어났다.
1990년대 초반 즈음부터 수요 감소에 따라 동차끼리 2량씩 운행하다가, 1995년 수인선 영업중지와 동시에 은퇴하였다. 크기가 일반적인 연결기의 4분의 3인 시바타 식 자동연결기를 장착하고 있었다.
도입 초기에는 초록색 도색이었다. 1980년대에는 담황색과 청색의 도색으로 바뀌었다. 1993년경부터 백색과 초록색의 철도청 후기 도색이 되었다.

## 현황
부수차는 알려진 도입 정보가 전무하기 때문에 동력제어차만 기재한다.

### 동력제어차
| 도입 년도 | 총 도입 량수 | 차호            | 제작사     | 비고 |
| --------- | ------------ | --------------- | ---------- | ---- |
| 1965년    | 6량          | 9160 호~9165 호 | 인천공작창 |      |

## 보존
- 9163호: 경기도 의왕시 월암동 철도박물관에서 보존 중이다.
- 9164호: 경기도 화성시 봉담읍 덕리 178에서 식당의 간판으로 쓰이고 있었으나[1], 2010년 4월-2011년 6월 사이에 철거되었다.
- 9165호: 경기도 고양시 고양동에 방치되고 있었으나, 2006년경 고철로 매각되었다.[2] 이 차량의 운전대는 인천광역시 연수구 연수동 584-2에서 보존 중이다.
- 차호 불명: “엔진구동 가능한” 상태로 모 기업체에 소장 중이다.[3] 2007년 고잔역 인근 협궤공원 조성 사업 추진 당시 별도의 궤도를 설치하여 이의 운행을 추진했으나, 비용 등 여러 문제로 취소되었으며, 현재 상태나 소재는 불명이다.